# 夏の終わり (森山直太朗の曲)
「夏の終わり」（なつのおわり）は、日本の男性シンガーソングライター・森山直太朗の3枚目のシングル。2003年8月20日発売。発売元はユニバーサルJ。

## 概要
2枚目のコア・アルバム『いくつもの川を越えて生まれた言葉たち』収録曲のシングルカット。DVD付初回限定盤と通常盤の2形態で発売された。
森山は「『さくら』でも他の曲でもなく、この曲が生まれた時に作家として確信したものがある」という。歌詞は遠い恋人を想うようなものだが、2020年に『ディア・フレンズ』（TOKYO FM）に出演した際、本曲は反戦歌だと告白している。
作詞を共作した御徒町凧はメロディが出来た時点で反戦歌だと思ったという。森山は「本当は、このような曲が生まれない世の中が一番いい。だけど生まれてしまったこの曲を、責任もって歌い継いでいく」とも語っている。
森山は中村タイチの編曲を、本曲に関し特に評価している。

## ミュージック・ビデオ
「さくら（独唱）」と同じく、本作のMVも一発撮り。CDとMVの音源は異なる。
「夏の終わり」初回盤DVD、「永遠はオルゴールの中に」にはディレクターズ・カット版が収録。

## 収録曲
全曲 作詞：森山直太朗・御徒町凧　作曲：森山直太朗　編曲：中村タイチ
1. 夏の終わり
朝日放送・テレビ朝日系『熱闘甲子園』2003年（第85回全国高等学校野球選手権大会）エンディングテーマ
2. フューズ
3. 夏の終わり（Instrumental）

## カバー
- 森山良子（2008年、アルバム『春夏秋冬』に収録）
- 城南海（2015年、アルバム『ミナミカゼ』に収録）
- fumika（2018年、アルバム『COVER LIFE』に収録）